# Stati Uniti d'America ai Giochi della II Olimpiade
Gli Stati Uniti parteciparono ai Giochi della II Olimpiade di Parigi. La rappresentativa statunitense fu la seconda più folta dell'Olimpiade e gli statunitensi vinsero ben 47 medaglie.

## Medaglie

### Medagliere per discipline
| Sport            | Oro | Argento | Bronzo | Totale |
| ---------------- | --- | ------- | ------ | ------ |
| Atletica leggera | 16  | 13      | 10     | 39     |
| Canottaggio      | 1   | 0       | 0      | 1      |
| Ciclismo         | 0   | 0       | 1      | 1      |
| Golf             | 2   | 1       | 1      | 4      |
| Tennis           | 0   | 0       | 1      | 1      |
| Vela             | 0   | 0       | 1      | 1      |
| Totale           | 19  | 14      | 14     | 47     |

## Atletica leggera
| Evento             | Pos.  | Atleta            | Batteria                    | Semifinali                    | Ripescaggio                    | Finale         |
| ------------------ | ----- | ----------------- | --------------------------- | ----------------------------- | ------------------------------ | -------------- |
|                    |       |                   |                             |                               |                                |                |
| 60 metri           | 1°    | Alvin Kraenzlein  | 7,0 secondi 1°, batteria 1  | -                             | -                              | 7,0 secondi    |
| 60 metri           | 2°    | Walter Tewksbury  | 7,2 secondi 1°, batteria 2  | -                             | -                              | 7,1 secondi    |
| 60 metri           | 4°    | Edmund Minahan    | Sconosciuto 2°, batteria 1  | -                             | -                              | 7,2 secondi    |
| 60 metri           | —     | William Holland   | Sconosciuto 3°, batteria 2  | -                             | -                              | Eliminato      |
|                    |       |                   |                             |                               |                                |                |
| 100 metri          | 1°    | Frank Jarvis      | 10,8 secondi 1°, batteria 3 | 11,2 secondi 1°, semifinale 3 | Avanza alla finale             | 11,0 secondi   |
| 100 metri          | 2°    | Walter Tewksbury  | 11,4 secondi 1°, batteria 2 | 10,8 secondi 1°, semifinale 2 | Avanza alla finale             | 11,1 secondi   |
| 100 metri          | 4°    | Arthur Duffey     | 11,4 secondi 1°, batteria 1 | 11,0 secondi 1°, semifinale 1 | Avanza alla finale             | Non completata |
| 100 metri          | —     | Clark Leiblee     | 11,4 secondi 1°, batteria 4 | Sconosciuto 2°, semifinale 2  | Sconosciuto 3°                 | Eliminato      |
| 100 metri          | —     | Charles Burroughs | 11,4 secondi 1°, batteria 6 | Sconosciuto 3°, semifinale 1  | Sconosciuto da 4° a 6°         | Eliminato      |
| 100 metri          | —     | Thaddeus McClain  | Sconosciuto 2°, batteria 2  | Sconosciuto 2°, semifinale 3  | Sconosciuto da 4° a 6°         | Eliminato      |
| 100 metri          | —     | Frederick Moloney | Sconosciuto 2°, batteria 1  | Sconosciuto 3°, semifinale 2  | Sconosciuto da 4° a 6°         | Eliminato      |
| 100 metri          | —     | Dixon Boardman    | Sconosciuto 2°, batteria 6  | Sconosciuto 4°, semifinale 1  | Eliminato                      | Eliminato      |
| 100 metri          | —     | Edmund Minahan    | Sconosciuto 2°, batteria 5  | Sconosciuto 4°, semifinale 3  | Eliminato                      | Eliminato      |
| 100 metri          | —     | Henry Slack       | Sconosciuto 3°, batteria 6  | Eliminato                     | Eliminato                      | Eliminato      |
|                    |       |                   |                             |                               |                                |                |
| 200 metri          | 1°    | Walter Tewksbury  | Sconosciuto 2°, batteria 2  | -                             | -                              | 22,2 secondi   |
| 200 metri          | 4°    | William Holland   | 24.0 secondi 1°, batteria 1 | -                             | -                              | 22,9 secondi   |
|                    |       |                   |                             |                               |                                |                |
| 400 metri          | 1°    | Maxie Long        | 50,4 secondi 1°, batteria 1 | -                             | -                              | 49,4 secondi   |
| 400 metri          | 2°    | William Holland   | Sconosciuto 2°, batteria 3  | -                             | -                              | 49,6 secondi   |
| 400 metri          | 4°-6° | Dixon Boardman    | 51,2 secondi 1°, batteria 3 | -                             | -                              | Ritirato       |
| 400 metri          | 4°-6° | Harry Lee         | Sconosciuto 2°, batteria 1  | -                             | -                              | Ritirato       |
| 400 metri          | 4°-6° | William Moloney   | 51,0 secondi 1°, batteria 2 | -                             | -                              | Ritirato       |
| 400 metri          | —     | Harvey Lord       | Sconosciuto 3°, batteria 1  | -                             | -                              | Eliminato      |
| 400 metri          | —     | Henry Slack       | Sconosciuto 3°, batteria 3  | -                             | -                              | Eliminato      |
| 400 metri          | —     | Walter Drumheller | Sconosciuto 5°, batteria 1  | -                             | -                              | Eliminato      |
|                    |       |                   |                             |                               |                                |                |
| 800 metri          | 2°    | John Cregan       | 2:03.0 1°, batteria 3       | -                             | -                              | 2:03.0         |
| 800 metri          | 3°    | David Hall        | 1:59.0 1°, batteria 1       | -                             | -                              | Sconosciuto    |
| 800 metri          | 6°    | John Bray         | Sconosciuto 2°, batteria 3  | -                             | -                              | Sconosciuto    |
| 800 metri          | —     | Howard Hayes      | Sconosciuto 3°, batteria 1  | -                             | -                              | Eliminato      |
| 800 metri          | —     | Justus Scrafford  | Sconosciuto 3°, batteria 2  | -                             | -                              | Eliminato      |
| 800 metri          | —     | Harvey Lord       | Sconosciuto 3°, batteria 3  | -                             | -                              | Eliminato      |
| 800 metri          | —     | Walter Drumheller | Sconosciuto AC, batteria 1  | -                             | -                              | Eliminato      |
| 800 metri          | —     | Alexander Grant   | Sconosciuto AC, batteria 1  | -                             | -                              | Eliminato      |
| 800 metri          | —     | Edward Bushnell   | Sconosciuto AC, batteria 2  | -                             | -                              | Eliminato      |
| 800 metri          | —     | Harrison Smith    | Sconosciuto AC, batteria 2  | -                             | -                              | Eliminato      |
| 800 metri          | —     | Edward Mechling   | Sconosciuto AC, batteria 3  | -                             | -                              | Eliminato      |
|                    |       |                   |                             |                               |                                |                |
| 1500 metri         | 3°    | John Bray         | -                           | -                             | -                              | 4:07.2         |
| 1500 metri         | 4°    | David Hall        | -                           | -                             | -                              | Sconosciuto    |
|                    |       |                   |                             |                               |                                |                |
| 110 metri ostacoli | 1°    | Alvin Kraenzlein  | 15,6 secondi 1°, batteria 1 | -                             | Avanza alla finale             | 15,4 secondi   |
| 110 metri ostacoli | 2°    | John McLean       | Sconosciuto 3°, batteria 1  | -                             | 17,0 secondi 1°, ripescaggio 2 | 15,5 secondi   |
| 110 metri ostacoli | 3°    | Frederick Moloney | Sconosciuto 2°, batteria 1  | -                             | 17,0 secondi 1°, ripescaggio 1 | 15,6 secondi   |
| 110 metri ostacoli | —     | William Lewis     | Sconosciuto 3°, batteria 2  | -                             | Sconosciuto 2°, ripescaggio 1  | Eliminato      |
| 110 metri ostacoli | —     | William Remington | Sconosciuto 2°, batteria 2  | -                             | Sconosciuto 2°, ripescaggio 2  | Eliminato      |
|                    |       |                   |                             |                               |                                |                |
| 200 metri ostacoli | 1°    | Alvin Kraenzlein  | 27,0 secondi 1°, batteria 1 | -                             | -                              | 25,4 secondi   |
| 200 metri ostacoli | 3°    | Walter Tewksbury  | Sconosciuto 2°, batteria 2  | -                             | -                              | Sconosciuto    |
| 200 metri ostacoli | —     | Frederick Moloney | Sconosciuto 3°, batteria 1  | -                             | -                              | Eliminato      |
| 200 metri ostacoli | —     | Thaddeus McClain  | Sconosciuto 3°, batteria 2  | -                             | -                              | Eliminato      |
| 200 metri ostacoli | —     | William Remington | Sconosciuto 4°, batteria 1  | -                             | -                              | Eliminato      |
| 200 metri ostacoli | —     | William Lewis     | Sconosciuto 5°, batteria 2  | -                             | -                              | Eliminato      |
|                    |       |                   |                             |                               |                                |                |
| 400 metri ostacoli | 1°    | Walter Tewksbury  | 1:01.0 1°, batteria 1       | -                             | -                              | 57,6 secondi   |
| 400 metri ostacoli | 4°    | William Lewis     | Sconosciuto 2°, batteria 1  | -                             | -                              | Ritirato       |
|                    |       |                   |                             |                               |                                |                |
| 2500 metri siepi   | 4°    | Arthur Newton     | -                           | -                             | -                              | Sconosciuto    |
|                    |       |                   |                             |                               |                                |                |
| 4000 metri siepi   | —     | Alexander Grant   | -                           | -                             | -                              | Non completata |
| 4000 metri siepi   | —     | Thaddeus McClain  | -                           | -                             | -                              | Non completata |
|                    |       |                   |                             |                               |                                |                |
| Maratona           | 5°    | Arthur Newton     | -                           | -                             | -                              | Sconosciuto    |
| Maratona           | 6°/7° | Dick Grant        | -                           | -                             | -                              | Sconosciuto    |
|                    |       |                   |                             |                               |                                |                |

| Evento                  | Pos.   | Atleta            | Qualifiche      | Finale       |
| ----------------------- | ------ | ----------------- | --------------- | ------------ |
|                         |        |                   |                 |              |
| Salto in lungo          | 1°     | Alvin Kraenzlein  | 6,930 metri 2°  | 7,185 metri  |
| Salto in lungo          | 2°     | Meyer Prinstein   | 7,175 metri 1°  | Non migliora |
| Salto in lungo          | 4°     | William Remington | 6,725 metri 4°  | 6,825 metri  |
| Salto in lungo          | 6°     | John McLean       | 6,655 metri 6°  | Eliminato    |
| Salto in lungo          | 7°     | Thaddeus McClain  | 6,435 metri 7°  | Eliminato    |
|                         |        |                   |                 |              |
| Salto triplo            | 1°     | Meyer Prinstein   | -               | 14,47 metri  |
| Salto triplo            | 2°     | James Connolly    | -               | 13,97 metri  |
| Salto triplo            | 3°     | Lewis Sheldon     | -               | 13,64 metri  |
| Salto triplo            | 7°-13° | Daniel Horton     | -               | Sconosciuto  |
| Salto triplo            | 7°-13° | Frank Jarvis      | -               | Sconosciuto  |
| Salto triplo            | 7°-13° | John McLean       | -               | Sconosciuto  |
|                         |        |                   |                 |              |
| Salto in alto           | 1°     | Irving Baxter     | -               | 1,90 metri   |
|                         |        |                   |                 |              |
| Salto con l'asta        | 1°     | Irving Baxter     | -               | 3,30 metri   |
| Salto con l'asta        | 2°     | Meredith Colket   | -               | 3,25 metri   |
|                         |        |                   |                 |              |
| Salto in lungo da fermo | 1°     | Ray Ewry          | -               | 3,300 metri  |
| Salto in lungo da fermo | 2°     | Irving Baxter     | -               | 3,135 metri  |
| Salto in lungo da fermo | 4°     | Lewis Sheldon     | -               | 3,020 metri  |
|                         |        |                   |                 |              |
| Salto triplo da fermo   | 1°     | Raymond Ewry      | -               | 10,58 metri  |
| Salto triplo da fermo   | 2°     | Irving Baxter     | -               | 9,95 metri   |
| Salto triplo da fermo   | 3°     | Bob Garrett       | -               | 9,50 metri   |
| Salto triplo da fermo   | 4°     | Lewis Sheldon     | -               | 9,45 metri   |
| Salto triplo da fermo   | 5°-10° | Daniel Horton     | -               | Sconosciuto  |
| Salto triplo da fermo   | 5°-10° | Frank Jarvis      | -               | Sconosciuto  |
| Salto triplo da fermo   | 5°-10° | John McLean       | -               | Sconosciuto  |
|                         |        |                   |                 |              |
| Salto in alto da fermo  | 1°     | Raymond Ewry      | -               | 1,655 metri  |
| Salto in alto da fermo  | 2°     | Irving Baxter     | -               | 1,525 metri  |
| Salto in alto da fermo  | 3°     | Lewis Sheldon     | -               | 1,500 metri  |
|                         |        |                   |                 |              |
| Getto del peso          | 1°     | Richard Sheldon   | 13,80 metri 1°  | 14,10 metri  |
| Getto del peso          | 2°     | Josiah McCracken  | 12,85 metri 2°  | Non migliora |
| Getto del peso          | 3°     | Bob Garrett       | 12,37 metri 3°  | Non migliora |
| Getto del peso          | 8°     | Truxtun Hare      | 10,92 metri 8°  | Eliminato    |
|                         |        |                   |                 |              |
| Lancio del disco        | 3°     | Richard Sheldon   | 34,10 metri 3°  | 34,60 metri  |
| Lancio del disco        | 7°     | John Flanagan     | 33,00 metri 7°  | Eliminato    |
| Lancio del disco        | 10°    | Josiah McCracken  | 32,00 metri 10° | Eliminato    |
| Lancio del disco        | —      | Bob Garrett       | Nessuna misura  | Eliminato    |
| Lancio del disco        | —      | Truxtun Hare      | Nessuna misura  | Eliminato    |
|                         |        |                   |                 |              |
| Lancio del martello     | 1°     | John Flanagan     | -               | 51,01 metri  |
| Lancio del martello     | 2°     | Truxtun Hare      | -               | 46.25 metri  |
| Lancio del martello     | 3°     | Josiah McCracken  | -               | 43.58 metri  |
|                         |        |                   |                 |              |

## Canottaggio
| Evento | Pos. | Imbarcazione | Primo turno | Semifinali              | Finale |
| ------ | ---- | --- | ----------- | ----------------------- | ------ |
|        |      | |             |                         |        |
| Otto   | 1°   | Vesper Boat Club William Carr, Harry DeBaecke, John Exley, John Geiger, Edwin Hedley, James Juvenal, Roscoe Lockwood, Edward Marsh, Louis Abell (timoniere) | -           | 5:15.4 1°, semifinale 2 | 6:07.8 |
|        |      | |             |                         |        |

## Ciclismo
| Evento            | Pos. | Ciclista        | Primo turno         | Quarti            | Semifinali            | Finale         |
| ----------------- | ---- | --------------- | ------------------- | ----------------- | --------------------- | -------------- |
|                   |      |                 |                     |                   |                       |                |
| 2000 metri sprint | 3°   | John Henry Lake | 1º posto batteria 6 | 1º posto quarto 1 | 1º posto semifinale 1 | 3º posto       |
|                   |      |                 |                     |                   |                       |                |
| 25 km             | —    | John Henry Lake | -                   | -                 | -                     | Non completata |
|                   |      |                 |                     |                   |                       |                |

## Equitazione
| Evento         | Pos.   | Cavaliere          | Tempo, altezza, o distanza |
| -------------- | ------ | ------------------ | -------------------------- |
|                |        |                    |                            |
| Salto          | 4°-37° | Hermann John Mandl | Sconosciuto                |
|                |        |                    |                            |
| Salto in alto  | 5°-18° | Hermann John Mandl | Sconosciuto                |
|                |        |                    |                            |
| Salto in lungo | 5°-17° | Hermann John Mandl | Sconosciuto                |
|                |        |                    |                            |

## Golf
| Evento            | Pos. | Golfisti             | Punteggio |
| ----------------- | ---- | -------------------- | --------- |
|                   |      |                      |           |
| Uomini (36 buche) | 1°   | Charles Sands        | 167       |
| Uomini (36 buche) | 4°   | Frederick Taylor     | 182       |
| Uomini (36 buche) | 8°   | Albert Lambert       | 189       |
|                   |      |                      |           |
| Donne (9 buche)   | 1°   | Margaret Ives Abbott | 47        |
| Donne (9 buche)   | 2°   | Pauline Whittier     | 49        |
| Donne (9 buche)   | 3°   | Daria Pratt          | 53        |
| Donne (9 buche)   | 5°   | Ellen Ridgway        | 57        |
| Donne (9 buche)   | 7°   | Mary Abbott          | 65        |
|                   |      |                      |           |

## Nuoto
| Evento                 | Pos. | Nuotatore       | Semifinali              | Finale    |
| ---------------------- | ---- | --------------- | ----------------------- | --------- |
|                        |      |                 |                         |           |
| 200 metri stile libero | 18°  | Fred Hendschel  | 3:42.0 3°, semifinale 4 | Eliminato |
| 200 metri stile libero | 23°  | R. N. Forregger | 4:32.0 4°, semifinale 4 | Eliminato |
|                        |      |                 |                         |           |
| 200 metri ostacoli     | 12°  | Fred Hendschel  | 3:45.2 4°, semifinale 3 | Eliminato |
|                        |      |                 |                         |           |

## Polo
| Evento | Pos. | Squadra                                                                        | Quarti                            | Semifinali                           | Finale                                 |
| ------ | ---- | ------------------------------------------------------------------------------ | --------------------------------- | ------------------------------------ | -------------------------------------- |
|        |      |                                                                                |                                   |                                      |                                        |
| Polo   | 1°   | Foxhunters Hurlingham Foxhall Parker Keene Frank Mackey 2 giocatori britannici | Vittoria 10-0 vs. Compiègne (FRA) | Vittoria 6-4 vs. Bagatelle (FRA/GBR) | Vittoria 3-1 vs. Rugby (GBR/USA)       |
| Polo   | 2°   | BLO Polo Club Rugby Walter McCreery 3 giocatori britannici                     | Bye                               | Vittoria 8-0 vs. Messico (MEX)       | Sconfitta 3-1 vs. Foxhunters (GBR/USA) |
|        |      |                                                                                |                                   |                                      |                                        |

## Scherma
| Evento               | Pos.    | Schermidore           | Primo turno                  | Quarti    | Ripescaggio | Semifinali | Finale    |
| -------------------- | ------- | --------------------- | ---------------------------- | --------- | ----------- | ---------- | --------- |
|                      |         |                       |                              |           |             |            |           |
| Fioretto             | 38°-54° | F. Weill              | Non qualificato dalla giuria | Eliminato | Eliminato   | Eliminato  | Eliminato |
|                      |         |                       |                              |           |             |            |           |
| Sciabola per maestri | 17-29   | Otto Bruno Schoenfeld | 5°-8° in pool                | Eliminato | Eliminato   | Eliminato  | Eliminato |
|                      |         |                       |                              |           |             |            |           |

## Tennis
| Evento              | Pos. | Tennista                                      | Ottavi             | Quarti             | Semifinali         | Finale             |
| ------------------- | ---- | --------------------------------------------- | ------------------ | ------------------ | ------------------ | ------------------ |
|                     |      |                                               |                    |                    |                    |                    |
| Singolare maschile  | 5°   | Basil Spalding de Garmendia                   | Vittoria 6-1, 6-3  | Sconfitta 6-2, 8-6 | Eliminato          | Eliminato          |
| Singolare maschile  | 8°   | Charles Sands                                 | Sconfitta 6-2, 6-3 | Eliminato          | Eliminato          | Eliminato          |
| Singolare maschile  | 8°   | Charles Voight                                | Sconfitta 6-1, 6-3 | Eliminato          | Eliminato          | Eliminato          |
|                     |      |                                               |                    |                    |                    |                    |
| Singolare femminile | 3°   | Marion Jones                                  | -                  | Bye                | Sconfitta 6-2, 7-5 | Eliminata          |
| Singolare femminile | 5°   | Georgina Jones                                | -                  | Sconfitta 6-0, 6-1 | Eliminata          | Eliminata          |
|                     |      |                                               |                    |                    |                    |                    |
| Doppio maschile     | 2°   | Basil Spalding de Garmendia Max Décugis (FRA) | -                  | Vittoria 6-3, 7-5  | Won 6-2, 6-4       | Lost 6-1, 6-1, 6-0 |
| Doppio maschile     | 5°   | Charles Sands Archibald Warden (GBR)          | -                  | Sconfitta 6-3, 7-5 | Eliminato          | Eliminato          |
|                     |      |                                               |                    |                    |                    |                    |
| Doppio misto        | 3°   | Marion Jones Laurence Doherty (GBR)           | -                  | Vittoria 6-1, 7-5  | Sconfitta 6-2, 6-4 | Eliminato          |
| Doppio misto        | 5°   | Charles Sands Georgina Jones                  | -                  | Sconfitta 6-1, 7-5 | Eliminato          | Eliminato          |
|                     |      |                                               |                    |                    |                    |                    |

## Vela
| Evento          | Pos. | Velista     | Tempo (totale) |
| --------------- | ---- | ----------- | -------------- |
|                 |      |             |                |
| classe 3-10 ton | 3°   | H. MacHenry | 4:38:49        |
|                 |      |             |                |
| Classe aperta   | —    | H. MacHenry | Non completata |
| Classe aperta   | —    | Sconosciuto | Non completata |
|                 |      |             |                |